# Phaonia gracilis
Phaonia gracilis är en tvåvingeart som beskrevs av Stein 1916. Phaonia gracilis ingår i släktet Phaonia och familjen husflugor. Arten är reproducerande i Sverige. Inga underarter finns listade i Catalogue of Life.